# Eitel Cantoni
Eitel Danilo Cantoni, född 4 oktober 1906 i Montevideo, död 6 juni 1997 i samma stad, var en racerförare från Uruguay. 
Cantoni körde tre formel 1-lopp under säsongen 1952 med sitt stall Escuderia Bandeirantes.

## F1-karriär
| Säsong | Stall/Tillverkare                 | Poäng | Placering |
| ------ | --------------------------------- | ----- | --------- |
| 1952   | Escuderia Bandeirantes (Maserati) | 0     | -         |